# Cab Calloway
Cabell Calloway III (25 de desembre de 1907 - 18 de novembre de 1994) va ser un cantant i director de banda de jazz nord-americà. Va ser un intèrpret habitual al Cotton Club de Harlem, on es va convertir en un vocalista popular de l'era del swing. La barreja de jazz i vodevil va ser elogiada durant una carrera que va durar més de 65 anys.
Calloway va ser un mestre del cant scat enèrgic i va dirigir una de les bandes de ball més populars dels Estats Units des de principis de la dècada del 1930 fins a finals de la dècada del 1940. La seva banda incloïa els trompetistes Dizzy Gillespie, Jonah Jones i Adolphus "Doc" Cheatham, els saxofonistes Ben Webster i Leon "Chu" Berry, el guitarrista Danny Barker, el baixista Milt Hinton i el bateria Cozy Cole.
Calloway va tenir diversos discos d'èxit durant les dècades de 1930 i 1940, convertint-se en el primer músic afroamericà a vendre un milió de còpies d'un sol disc. Va ser conegut com l'home "Hi-de-ho" del jazz per la seva cançó més famosa, "Minnie the Moocher", gravada originalment el 1931. Va estar a les llistes de Billboard en cinc dècades consecutives (de 1930 a 1970). Calloway també va fer diverses aparicions a l'escenari, al cinema i a la televisió fins a la seva mort el 1994 a 86 anys. Va tenir papers a Stormy Weather (1943), Porgy and Bess (1953), The Cincinnati Kid (1965) i Hello Dolly! (1967). La seva carrera va gaudir d'un marcat ressorgiment a partir de l'aparició a la pel·lícula de 1980 The Blues Brothers.
Calloway va ser el primer afroamericà a tenir un programa de ràdio sindicat en l'àmbit nacional. El 1993, Calloway va rebre la Medalla Nacional de les Arts del Congrés dels Estats Units. Va rebre pòstumament el premi Grammy a la trajectòria a tota la vida el 2008. La seva cançó "Minnie the Moocher" va ser inclosa al Saló de la Fama del Grammy el 1999 i es va afegir al Registre Nacional d'Enregistraments de la Biblioteca del Congrés el 2019. Tres anys més tard, el 2022, el National Film Registry va decidir preservar les seves pel·lícules casolanes com a "pel·lícules culturalment, històricament o estèticament significatives". També és inclòs a la Big Band i Jazz Hall of Fame i a l'International Jazz Hall of Fame.